# غوبرنيه كورلندا
غوبرنيه كورلندا المعروف أيضا بمحافظة كورلندا ومقاطعة كورلند ((بالألمانية: Kurländisches Gouvernement)‏)((باللاتفية: Kurzemes guberņa)‏); (بالروسية: Курля́ндская губерния)‏) كان واحدا من غوبرنيهات البلطيق في الامبراطورية الروسية والآن يشكل جزءا من لاتفيا.
أنشئ الغوبرنيه في 1795 على أرض دوقية كورلندا وسيميغاليا التي أسستها الامبراطورية الروسية كمحافظة في كورلندا وعاصمتها جلغافا (التي كان اسمها ميتو في ذلك الوقت) بعد تقسيم الكومنولث البولندي اللتواني.
كان بحر البلطيق يحد الغوبرنيه من الشمال وخليج ريغا وغوبرنيه ليفونيا وغربا هناك بحر البلطيق وجنوبا هناك غوبرنيه فيلنا وبروسيا ومن الشرق هناك غوبرنيه فيتبسك وغوبرنيه مينسك. بلغ عدد سكان الغوبرنيه 553300 نسمة في 1846.
انتهى الغوبرنيه في الحرب العالمية الأولى بعد احتلال الإمبراطورية الألمانية للمنطقة في 1915. انسحبت روسيا من المنطقة بعد معاهدة بريست-ليتوفسك في 3 مارس 1918.